# Frailea pygmaea
Frailea pygmaea (укр. Фрайлея пігмея, Фрайлея карликова) — сукулентна рослина з роду фрайлея родини кактусових.

## Опис

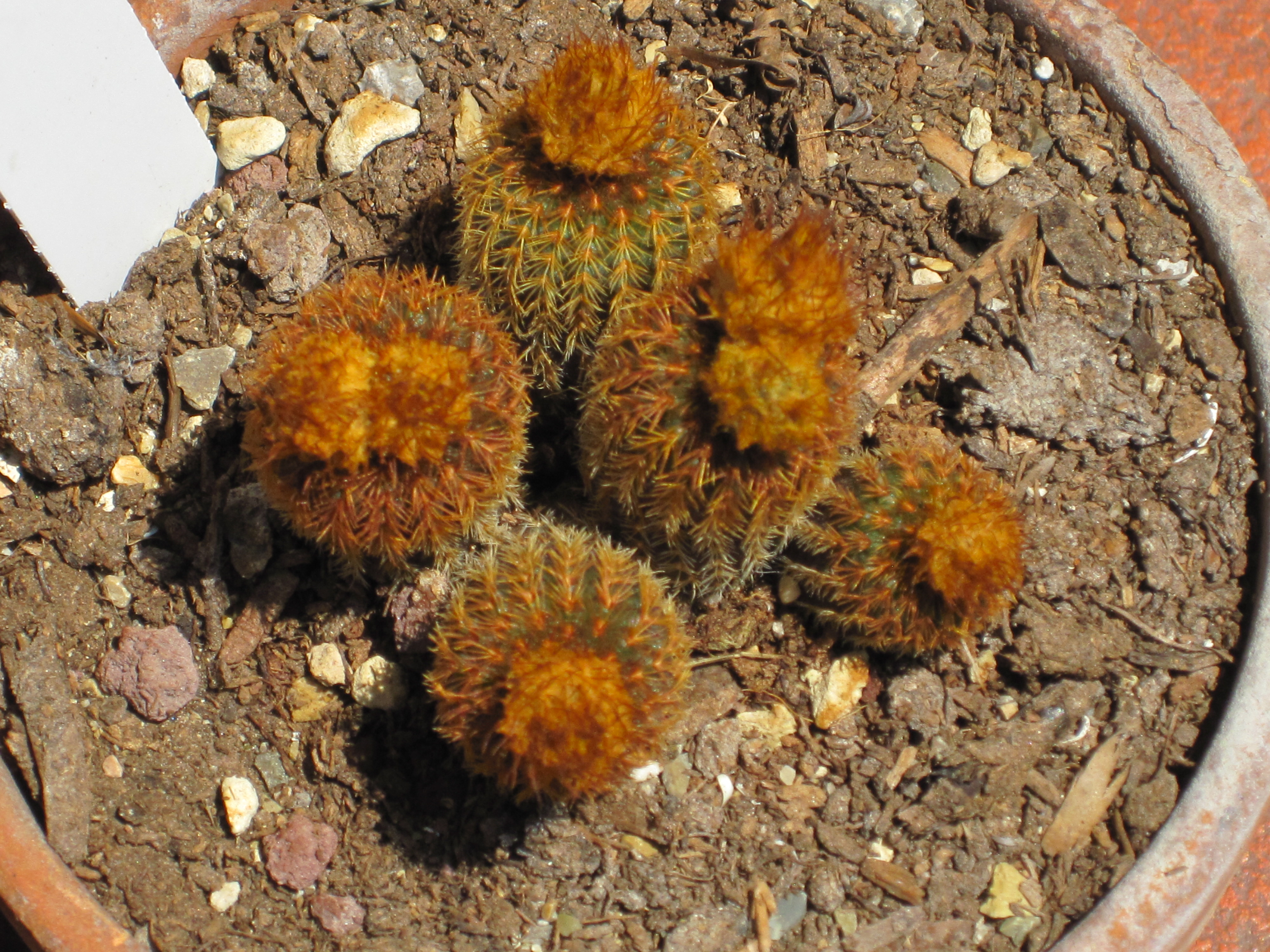
Frailea pygmaea var. aurea

Стебло одиночне або кущиться, кулеподібне, до слабовитягнутого, 3 см у довжину і в діаметрі, бруднувато-зеленого кольору, обростає боковими пагонами. Малобугорчатих ребер — 13 — 21. Ареоли сірі. Щетинкоподібних шипів — 6 — 9, білого кольору, 1 — 4 мм завдовжки. Квітки жовті, з ланцетоподібними пелюстками, завдовжки до 2,5 см і 3 см у діаметрі, квіткова трубка з червонуватою вовною і щетинками.

## Розповсюдження, екологія та чисельність
Ареал розповсюдження — Уругвай, Бразилія (Ріо-Гранде-ду-Сул) і Аргентина (Ентре-Ріос) на висоті від 0 до 400 м над рівнем моря. Ці кактуси ростуть на скельних виходах і кам'янистих полях у пампі — середовищі проживання, яке має дуже високий потенціал того, що буде використовуватися для сільського господарства.
Frailea pygmaea занесена до категорії «Найменший ризик» Червоного Списку Міжнародного Союзу Охорони Природи, оскільки має широкий ареал, зустрічається в достатку, присутня на охоронюваних територіях і не використовується. Проте, субпопуляції в Бразилії знаходяться під великим тиском і, ймовірно, претендують на статус «Під загрозою зникнення».
Основні загрози в Бразилії: витоптування великою рогатою худобою, сільське господарство, лісівництво (евкаліптові плантації), інвазивні трави і пожежі.
Цей вид присутній в декількох охоронюваних територіях. Він занесений до Червоної книги в Ріо-Гранде-ду-Сул (Бразилія).